# John Edward Cordingley
John Edward Cordingley, OBE (* 1. September 1916; † 14. Oktober 2011) war ein britischer Offizier der British Army, der zuletzt als Generalmajor zwischen 1968 und 1971 Kommandeur der Artillerietruppen der Britischen Rheinarmee BAOR (British Army of the Rhine) war.

## Leben
John Edward Cordingley war der Sohn von Air Vice-Marshal Sir John Walter Cordingley (1890–1977), der zwischen 1943 und 1947 als Director-General of Manning Leiter der Personalabteilung der Royal Air Force (RAF) war, und dessen Ehefrau Elizabeth Ruth Carpenter († 1938). Er absolvierte eine Offiziersausbildung an der Royal Military Academy Sandhurst (RMAS) und wurde nach deren Abschluss am 27. August 1936 als Leutnant (Second Lieutenant) in die Royal Artillery übernommen. In den folgenden Jahren fand er zahlreiche Verwendungen als Offizier und Stabsoffizier und wurde am 27. Oktober 1939 Oberleutnant (Lieutenant), am 27. August 1944 zum Hauptmann (Captain) sowie am 27. August 1949 zum Major befördert.
Am 31. Dezember 1957 wurde Cordingley zum Oberstleutnant (Lieutenant-Colonel) befördert und erhielt für seine Verdienste am 1. Januar 1959 das Offizierskreuz des Order of the British Empire (OBE). Am 20. Juli 1961 erfolgte seine Beförderung zum Oberst (Colonel) und fungierte als kommissarischer Brigadegeneral (Acting Brigadier) zwischen Oktober 1961 und Dezember 1962 als Kommandeur der 1. Artilleriebrigade (Commanding, 1st Artillery Brigade). Am 8. Oktober 1964 wurde er zum Brigadegeneral (Brigadier) befördert und war von Dezember 1966 bis September 1968 stellvertretender Leiter des Referats Artillerie (Deputy Director, Royal Artillery) im Verteidigungsministerium (Minstry of Defence).
Zuletzt wurde John Edward Cordingley am 7. Oktober 1968 als kommissarischer Generalmajor (Acting Major-General) Kommandeur der Artillerietruppen der Britischen Rheinarmee BAOR (Major-General, Royal Artillery, British Army of the Rhine). In dieser Verwendung wurde er am 18. November 1968 zum Generalmajor (Major-General) befördert. Den Posten als Kommandeur der Artillerietruppen der Britischen Rheinarmee bekleidete er bis zum 4. August 1971 und trat schließlich am 28. Oktober 1971 in den Ruhestand. Am 13. Oktober 1973 wurde er als Nachfolger von Generalmajor Adam Johnstone Cheyne Block Oberstkommandant des Königlichen Artillerieregiments (Colonel Commandant, Royal Regiment of Artillery) und verblieb in diesem Ehrenamt bis zum 1. September 1982, woraufhin Generalmajor Michael John Tomlinson ihn ablöste.
Cordingley war zwei Mal verheiratet. Seine 1940 geschlossene Ehe mit Ruth Pamela Boddam-Whetham († 2004), Tochter von Major A. S. Boddam-Whetham, wurde geschieden. 1961 heiratete er in zweiter Ehe Audrey Helen Anne Beaumont-Nesbitt (1919–2009), deren Vater Generalmajor Frederick George Beaumont-Nesbitt (1893–1971) zu Beginn des Zweiten Weltkrieges zwischen 1939 und 1940 Leiter des Militärischen Nachrichtendienstes (Director of Military Intelligence) war, und Cecilia Mary Lavinia Bingham (1893–1920), eine Tochter von Generalmajor Hon. Sir Cecil Edward Bingham (1861–1934).